# Eois nubifera
Eois nubifera är en fjärilsart som beskrevs av Thierry-mieg 1915. Eois nubifera ingår i släktet Eois och familjen mätare. Inga underarter finns listade i Catalogue of Life.